# Santo António da Serra (Santa Cruz)
Pour les articles homonymes, voir Santo António da Serra.
Santo António da Serra est une freguesia portugaise située dans la ville de Santa Cruz, dans la région autonome de Madère.
Avec une superficie de 14.77 km² et une population de 936 habitants (2011), la paroisse possède une densité de 63,4 hab/km2.